# Saint-Romans (Isère)
Saint-Romans is een gemeente in het Franse departement Isère (regio Auvergne-Rhône-Alpes). De plaats maakt deel uit van het arrondissement Grenoble. Saint-Romans telde op 1 januari 2022 1.849 inwoners. 

## Geografie
De oppervlakte van Saint-Romans bedroeg op 1 januari 2022 17,04 vierkante kilometer; de bevolkingsdichtheid was toen 108,5 inwoners per km².

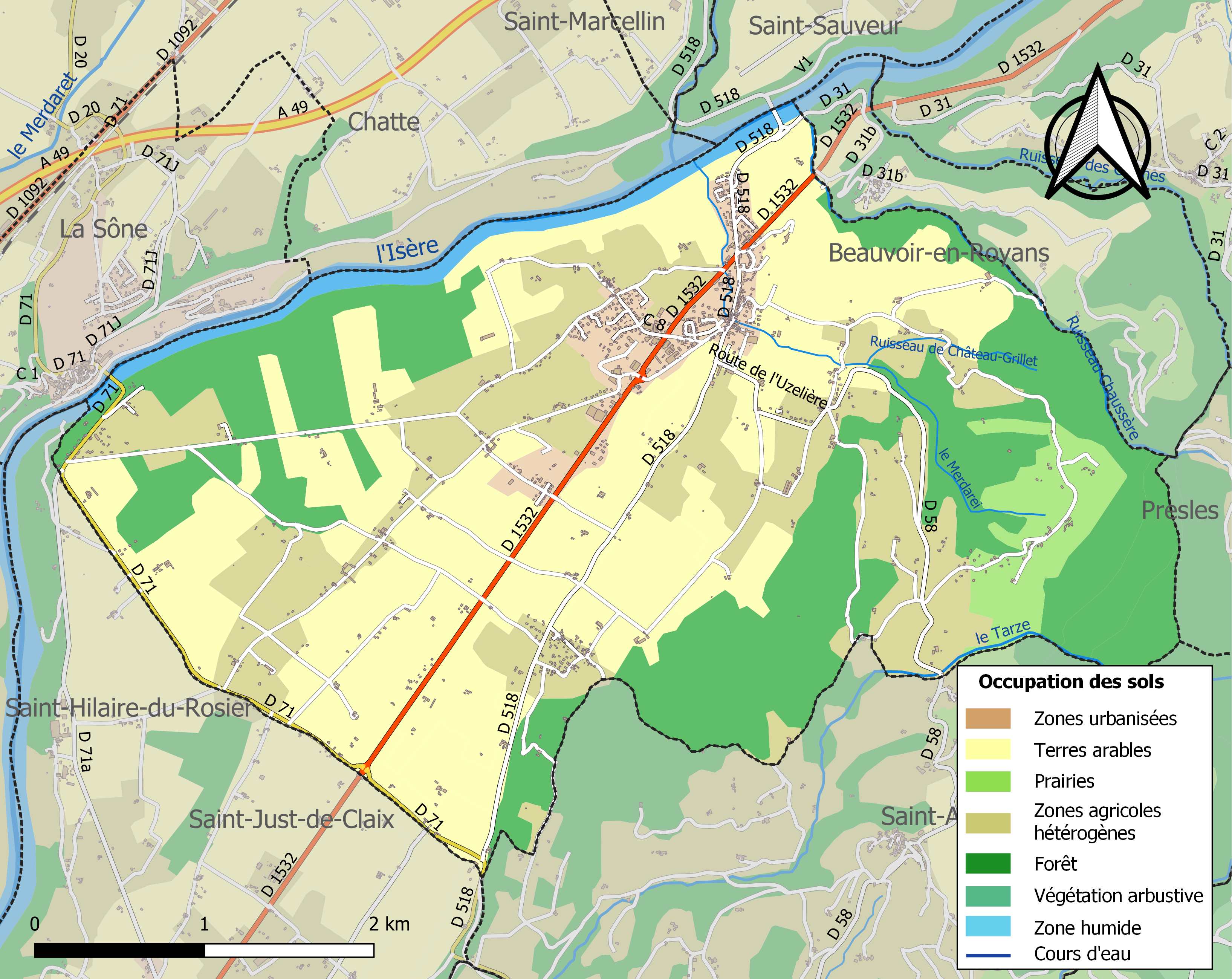
Kaart van de gemeente met de belangrijkste infrastructuur, bodemgebruik en omliggende gemeenten

## Demografie
Onderstaande figuur toont het verloop van het inwonertal (bron: INSEE-tellingen).